# FlixOlé
FlixOlé és una plataforma de vídeo a la carta o streaming el contingut de la qual gira entorn, gairebé únicament, al cinema espanyol del segle xx.
Aquesta plataforma és compatible amb múltiples dispositius, ja que disposa d'aplicació pròpia, i amb navegadors web com Google Chrome, Mozilla Firefox o Internet Explorer.
Enrique Cerezo, president de l'Atlètic de Madrid i el propietari de la seva pròpia producció, és el responsable de la creació d'aquesta plataforma web, que compta amb un catàleg de prop de set mil títols.